# هيو تايلور
هيو تايلور هو أمين الأرشيف كندي، ولد في 22 يناير 1920، وتوفي في 11 سبتمبر 2005.